# Arcana (film, 2005)
Pour les articles homonymes, voir Arcana et Arcana (film).
Arcana est un film documentaire chilien réalisé par Cristóbal Vicente Cruz, sorti en 2005.
Le film a été notamment sélectionné en 2006 lors du festival Cinéma du réel, festival international de films documentaires organisé chaque année depuis 1978 à Paris par la Bibliothèque publique d'information (BPI) et en 2007 au Festival international de cinéma de Marseille (FIDMarseille).

## Fiche technique
- Titre : Arcana
- Réalisation :	Cristóbal Vicente Cruz
- Scénario :  Cristóbal Vicente Cruz
- Photographie :  Cristóbal Vicente Cruz
- Montage :  Carlos Klein, Cristóbal Vicente Cruz
- Musique : Carlos Canales, Luis Toto Álvarez
- Producteur :  Cristóbal Vicente Cruz
- Société de distribution : Cronomedia Ltda
- Pays d'origine :   Chili
- Langue :  Espagnol
- Format : Noir et blanc — 16 mm
- Genre :  Film documentaire
- Durée : 96 minutes (1 h 36)
- Dates de sortie : 2005

## Réalisation
Le film fut réalisé au cours de la dernière année de fonctionnement de la prison de Valparaíso, ouverte 150 ans avant. À l'époque de la construction du magasin de poudre à la fin du XVIIIe siècle et lors de sa transformation en prison en 1846, le bâtiment est situé au dehors de la ville. Avec l'extension urbaine, il est aujourd'hui au cœur de la ville et tous les porteños peuvent la voir et les plus proches, en entendre le curieux univers sonore.
Durant 12 mois, Cristóbal Vicente passa de longs moments quotidiens à la prison pour gagner la confiance des détenus et se familiariser avec ce monde fermé et secret avant de filmer pour la réalisation de ce documentaire.
Du matériel recueilli, il réalisera le film (sorti en 2005, couronné de 13 prix et présenté dans environ 50 festivals), un site web avec du matériel non utilisé dans le documentaire et un livre abondamment illustré, traduction graphique du film.
« Le cinéaste venu du "dehors" tente de rendre lisible un "dedans" irréductible et opaque, fait de gestes, de sons et de rituels indéfiniment répétés, une forme terrible de culture, celle de la prison. » (Première)[réf. incomplète]